# Список дипломатических миссий Сомалиленда
На этой странице перечислены дипломатические представительства Сомалиленда, государства, которое отделилось от Сомали в 1991 году во время сомалийской гражданской войны. Страна до сих пор не признана ни одним другим государством или организацией. Тем не менее, правительство республики Сомалиленд поддерживает неофициальные связи с некоторыми иностранными правительствами и/или поддерживает представительства за рубежом. Эти миссии не имеют официального дипломатического статуса в соответствии с положениями Венской конвенции о дипломатических сношениях.

## Европа
- Бельгия
  - Брюссель (Представительство)[2]
- Италия
  - Турин (Представительство)[3]
- Великобритания
  - Лондон (Представительство)[3]
- Норвегия
  - Осло (Представительство)[2]
- Франция
  - Париж (Представительство)[4]
- Швеция
  - Стокгольм (Представительство)[5]

## Африка
- Джибути
  - Джибути (Представительство)[3]
- Египет (открывается)
  - Каир (Представительство)
- Кения
  - Найроби (Представительство)[2]
- Танзания
  - Додома (Представительство)
- Эфиопия
  - Аддис-Абеба (Бюро по связям)[6][3]
- Южно-Африканская Республика
  - Претория (Представительство)[7]
- Южный Судан
  - Джуба (Представительство)[2]

## Азия
- ОАЭ
  - Абу-Даби, Дубай (Представительства)
- Саудовская Аравия
  - Эр-Рияд (Представительство)
- Китайская Республика (Тайва́нь)
  - Тайбэй (Представительство)[8]

## Северная Америка
- Канада
  - Оттава (Представительство)[2]
- США
  - Вашингтон (Представительство)[3]

## Австралия
- Австралия
  - Канберра (Представительство)